# Sloket Glacier
Sloket Glacier är en glaciär i Antarktis. Den ligger i Östantarktis. Norge gör anspråk på området. Sloket Glacier ligger 1 795 meter över havet.
Terrängen runt Sloket Glacier är huvudsakligen kuperad, men norrut är den platt. Trakten är obefolkad. Det finns inga samhällen i närheten. 